# 白峰南嶺
白峰南嶺（しらねなんれい）は、赤石山脈の間ノ岳から派生した稜線。西の大井川と東の早川（富士川水系）に挟まれた山域である。白峰三山の南の嶺という意味であるため、三山の南端である農鳥岳は含まない。
北部の広河内岳から黒河内岳（笹山）までの山域は南アルプス国立公園の指定を受けている。南部の山伏西方、山伏峠を車道（井川雨畑林道）が走る。
西側の主稜線と比べ標高3,000 m級の山がないため登山者は少ない。また稜線上に山小屋は存在しない。付近の山小屋としては農鳥岳の北に農鳥小屋、広河内岳の北から山梨側に下ったところに大門沢小屋、転付峠（伝付峠）から静岡側に下った大井川沿いに二軒小屋ロッヂがある。

## 主な山
- 広河内岳 2,895 m
- 大籠岳 2,767 m
- 白河内岳 2,813 m
- 黒河内岳（笹山）2,718 m
- 笊ヶ岳 2,629 m
- 青薙山 2,406 m
- 山伏 2,014 m

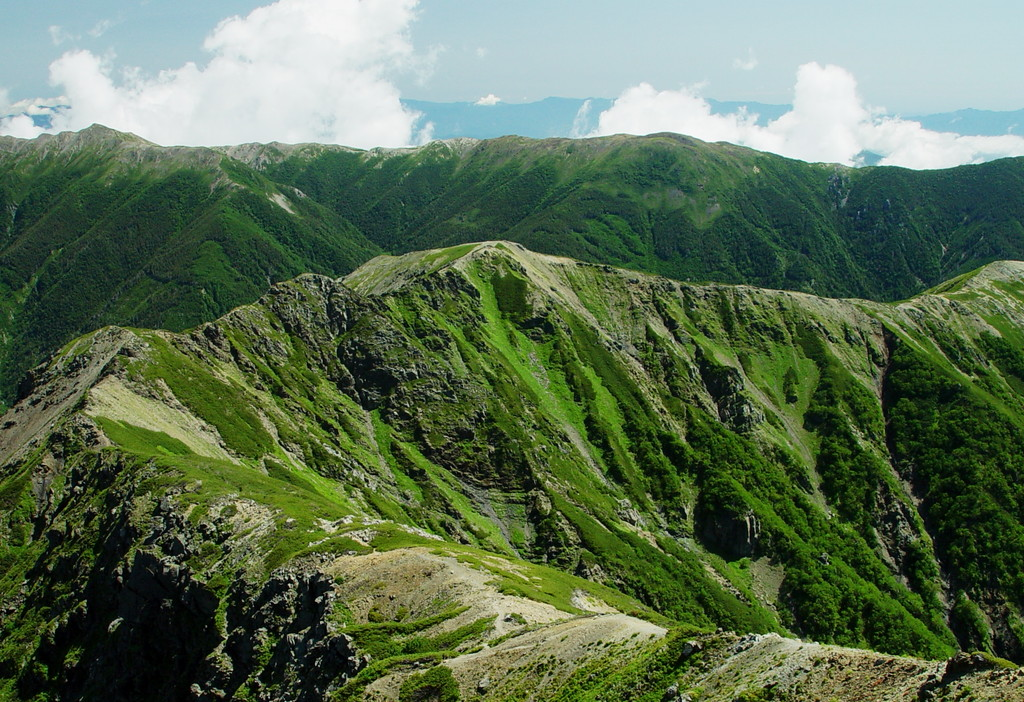
塩見岳から望む広河内岳（左）と大籠岳（右）、手前は北俣岳を経て蝙蝠岳へと伸びる尾根
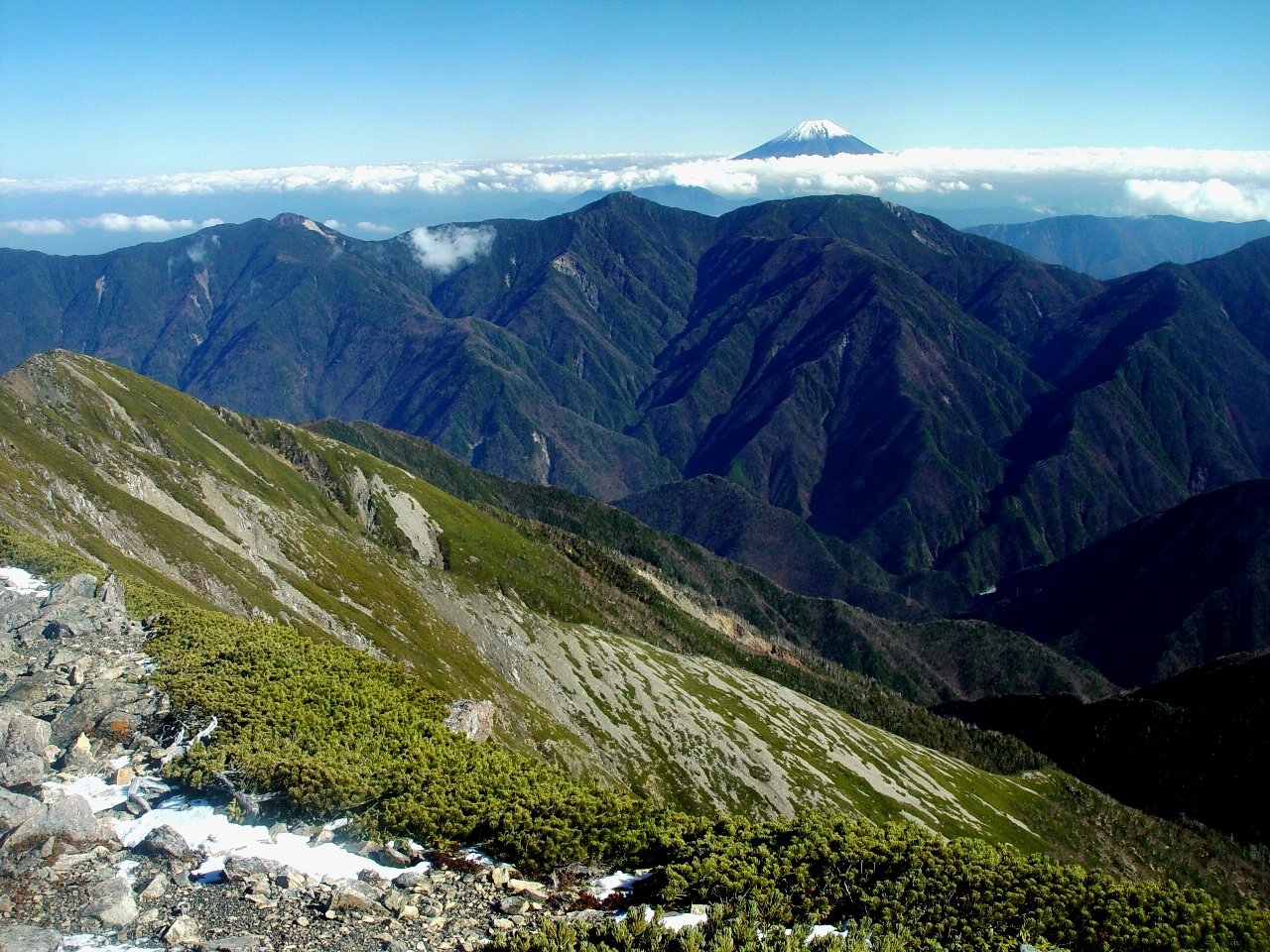
聖岳から望む笊ヶ岳と布引山、遠景は富士山